# Torero

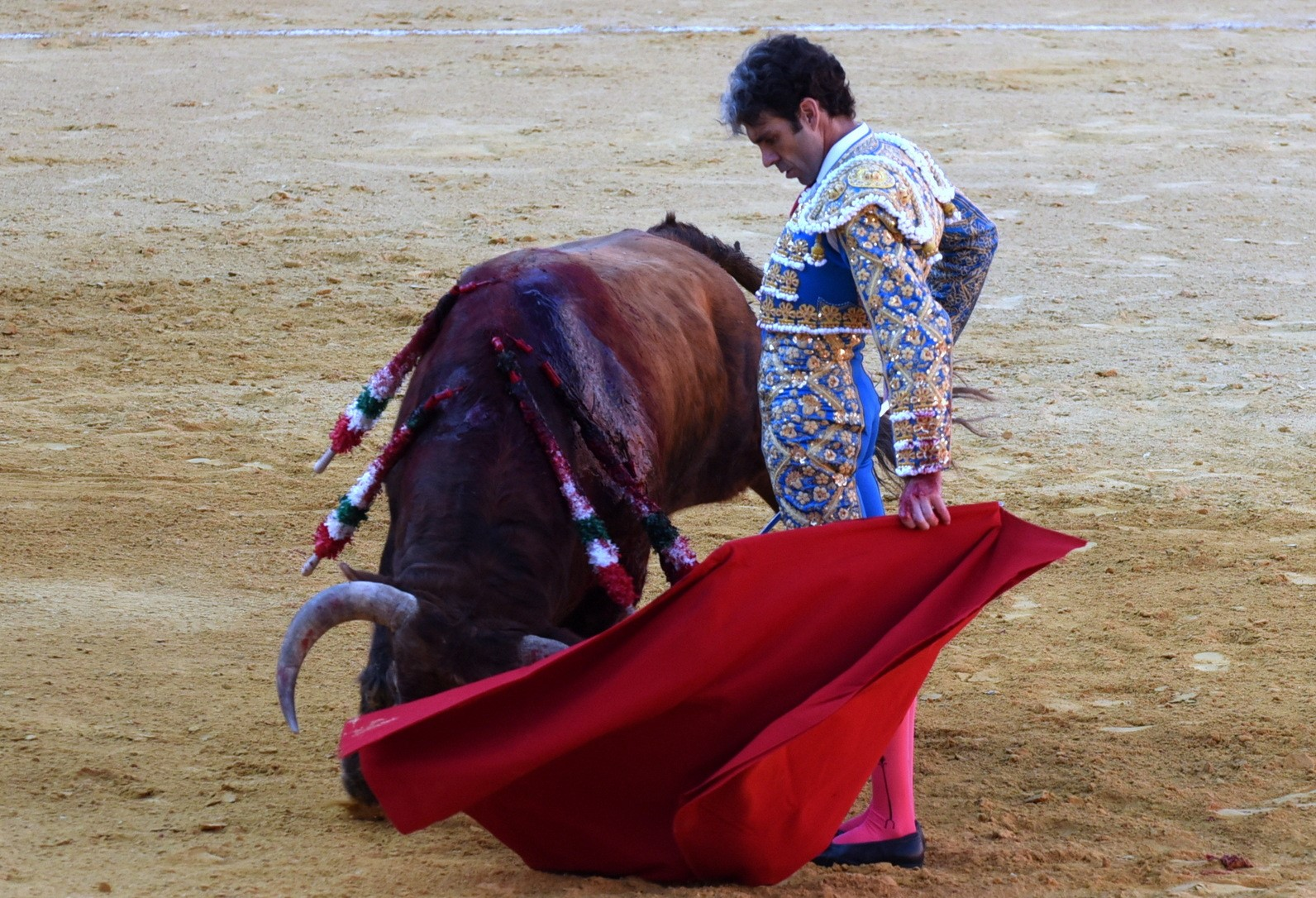
El torero José Tomás

El torero, diestro o matador és la persona que té com a ofici torejar, és a dir lidiar en una plaça de braus una corrida.
Fa referència tant al professional que lidia a peu com al que ho fa a cavall. Entre els toreros a peu es distingeixen segons la seva jerarquia el matador de toros i els subalterns o banderilleros a les ordres del matador. Entre els toreros a cavall es distingeixen en primer lloc el rejoneador, que té la mateixa categoria que el matador de toros i els picadors que són subalterns del rejoneador.